# Amerikansk slangehalsfugl
Amerikansk slangehalsfugl (latin: Anhinga anhinga) er en slangehalsfugl, der lever i varme lavvandede farvande af Amerika.